# Rahta Pimplas
Rahta Pimplas là một thành phố và là nơi đặt hội đồng đô thị (municipal council) của quận Ahmadnagar thuộc bang Maharashtra, Ấn Độ.

## Nhân khẩu
Theo điều tra dân số năm 2001 của Ấn Độ, Rahta Pimplas có dân số 19.024 người. Phái nam chiếm 51% tổng số dân và phái nữ chiếm 49%. Rahta Pimplas có tỷ lệ 72% biết đọc biết viết, cao hơn tỷ lệ trung bình toàn quốc là 59,5%: tỷ lệ cho phái nam là 79%, và tỷ lệ cho phái nữ là 65%. Tại Rahta Pimplas, 13% dân số nhỏ hơn 6 tuổi.